# Vermilion Energy
Vermilion Energy ist ein internationaler Erdgas- und Erdölproduzent mit Sitz in der kanadischen Stadt Calgary. Das Unternehmen ist in Nordamerika, Europa und Australien tätig.
In Deutschland führt die Tochter Vermilion Energy GmbH & Co. KG seit 2013 die Geschäfte.

## Vermilion in Deutschland
Im Februar 2014 erwarb das Unternehmen 25 % an einem Konsortium von GDF Suez, das Erdgas aus vier Produktionsbereichen mit 14 Produktionsbohrungen produziert. Diese Produktions- und weitere Explorationsflächen erstrecken sich im südlichen Niedersachsen auf etwa 850 km2.
Im Juli 2015 beteiligte sich das Unternehmen an 19 Explorationen in Niedersachsen, die sich auf etwa 10.000 km2 erstrecken. Es übernimmt dabei die Betriebsführerschaft für die genaue Untersuchung in elf Lizenzen von der ExxonMobil Production Deutschland GmbH.
Vermilion Energy Deutschland GmbH & Co. KG hat im Juni 2016 einen Kaufvertrag zur Übernahme von Beteiligungen an produzierenden Erdöl- und Erdgasfeldern in Niedersachsen mit ENGIE E&P Deutschland GmbH geschlossen. Mit diesem Erwerb etabliert sich Vermilion Energy neben der Aufsuchung auch in der Gewinnung von konventionellem Erdöl und Erdgas als Betriebsführer in Niedersachsen und ist darüber hinaus an weiteren produzierenden Feldern beteiligt. Durch den zum 1. Januar 2017 gültigen Kaufvertrag erwarb Vermilion insgesamt neun Erdöl- und vier Erdgasfelder im Raum Osthannover und Ostfriesland.
2017 wurde das deutsche Büro von Vermilion Energy auf Platz 7 der besten Arbeitgeber der Region Berlin-Brandenburg gewählt. Im gleichen Jahr erhielt das Unternehmen aus Berlin-Schönefeld die Erlaubnis für Bohrungen auf dem 600 Quadratkilometer großen Feld Aller.
2018 gründete das Unternehmen einen Nachbarschaftsfonds zur Förderung der Regionen, in denen Erdöl und Erdgas gewonnen wird.

## Vermilion International
In Europa ist Vermilion seit 1997 in Frankreich, seit 2004 in den Niederlanden und seit 2009 in Irland aktiv. In Australien ist das Unternehmen seit 2005 tätig.